# Стюарт, Айзея
Айзея Стюарт-второй (англ. Isaiah Stewart II; род. 22 мая 2001, Рочестер, Нью-Йорк) — американский профессиональный баскетболист, выступающий за клуб НБА «Детройт Пистонс». Играет на позиции тяжёлого форварда и центрового. Был выбран на драфте НБА 2020 года под 16-м номером.

## Профессиональная карьера

### Детройт Пистонс (2020—настоящее время)
На драфте НБА 2020 года Айзея был выбран под 16-м номером клубом «Портленд Трэйл Блэйзерс». 22 ноября 2020 года Стюарт, Тревор Ариза и условный выбор в первом раунде драфта были обменяны в «Хьюстон Рокетс» на Роберта Ковингтона. 24 ноября 2020 года Стюарт, Ариза, будущий выбор во втором раунде драфта и денежная компенсация были отданы в «Детройт Пистонс» за Кристиана Вуда, защищённый будущий выбор в пером раунде драфта и выбор во втором раунде драфта 2021 года. 1 декабря 2020 года «Детройт» подписали контракт со Стюартом. 28 декабря 2020 года Стюарт дебютировал в НБА в проигранном матче против клуба «Атланта Хокс».
27 марта 2021 года Стюарт был удален с площадки за умышленный удар Блэйка Гриффина локтем по голове.
21 ноября 2021 года Стюарт был удален с площадки в третьей четверти после потасовки с Леброном Джеймсом во время матча с «Лос-Анджелес Лейкерс». Джеймс сначала ударил Стюарта по лицу, в результате чего Стюарт с окровавленным лицом несколько раз попытался наброситься на Джеймса. Стюарта пришлось сдерживать нескольким официальным лицам матча и игрокам. На следующий день было объявлено, что Стюарт за свои действия будет дисквалифицирован на два матча.
9 марта 2023 года «Пистонс» объявили, что у Стюарта диагностировано воспаление левого плеча и он будет выведен из состава как минимум на три-четыре недели.
10 июля 2023 года стало известно, что Стюарт согласился продлить контракт с «Пистонс» на 4 года и сумму 64 миллиона долларов.
14 февраля 2024 года Стюарт был арестован в Финиксе за нападение после того, как якобы ударил соперника Дрю Юбэнкса на парковке Футпринт-центра во время спора перед матчем с «Финикс Санз». Стюарту выписали штраф и отпустили.

## Карьера в национальной сборной
Стюарт выступал за сборную США на Чемпионате мира по баскетболу среди юношей до 17 лет 2018 года в Аргентине. В семи матчах он набирал в среднем 11,1 очка и 8,4 подбора за игру. В финале Стюарт возглавил список бомбардиров с 15 очками и девятью подборами в победе над Францией со счетом 95-52 и помог сборной США завоевать золотую медаль.

## Статистика

### Статистика в НБА
| Сезон                                                                                    | Команда | Регулярный сезон | Регулярный сезон | Регулярный сезон | Регулярный сезон | Регулярный сезон | Регулярный сезон | Регулярный сезон | Регулярный сезон | Регулярный сезон | Регулярный сезон | Регулярный сезон | Серия плей-офф | Серия плей-офф | Серия плей-офф | Серия плей-офф | Серия плей-офф | Серия плей-офф | Серия плей-офф | Серия плей-офф | Серия плей-офф | Серия плей-офф | Серия плей-офф |
| Сезон                                                                                    | Команда | GP               | GS               | MPG              | FG%              | 3P%              | FT%              | RPG              | APG              | SPG              | BPG              | PPG              | GP             | GS             | MPG            | FG%            | 3P%            | FT%            | RPG            | APG            | SPG            | BPG            | PPG            |
| ---------------------------------------------------------------------------------------- | ------- | ---------------- | ---------------- | ---------------- | ---------------- | ---------------- | ---------------- | ---------------- | ---------------- | ---------------- | ---------------- | ---------------- | -------------- | -------------- | -------------- | -------------- | -------------- | -------------- | -------------- | -------------- | -------------- | -------------- | -------------- |
| 2020/21                                                                                  | Детройт | 68               | 14               | 21,4             | 55,3             | 33,3             | 69,6             | 6,7              | 0,9              | 0,6              | 1,3              | 7,9              | Не участвовал  | Не участвовал  | Не участвовал  | Не участвовал  | Не участвовал  | Не участвовал  | Не участвовал  | Не участвовал  | Не участвовал  | Не участвовал  | Не участвовал  |
| 2021/22                                                                                  | Детройт | 71               | 71               | 25,6             | 51,0             | 32,6             | 71,8             | 8,7              | 1,2              | 0,3              | 1,1              | 8,3              | Не участвовал  | Не участвовал  | Не участвовал  | Не участвовал  | Не участвовал  | Не участвовал  | Не участвовал  | Не участвовал  | Не участвовал  | Не участвовал  | Не участвовал  |
| 2022/23                                                                                  | Детройт | 50               | 47               | 28,3             | 44,2             | 32,7             | 73,8             | 8,1              | 1,4              | 0,4              | 0,7              | 11,3             | Не участвовал  | Не участвовал  | Не участвовал  | Не участвовал  | Не участвовал  | Не участвовал  | Не участвовал  | Не участвовал  | Не участвовал  | Не участвовал  | Не участвовал  |
| 2023/24                                                                                  | Детройт | 46               | 45               | 30,9             | 48,7             | 38,3             | 75,3             | 6,6              | 1,6              | 0,4              | 0,8              | 10,9             | Не участвовал  | Не участвовал  | Не участвовал  | Не участвовал  | Не участвовал  | Не участвовал  | Не участвовал  | Не участвовал  | Не участвовал  | Не участвовал  | Не участвовал  |
|                                                                                          | Всего   | 235              | 177              | 26,0             | 49,8             | 34,8             | 72,7             | 7,6              | 1,2              | 0,4              | 1,0              | 9,3              | Не участвовал  | Не участвовал  | Не участвовал  | Не участвовал  | Не участвовал  | Не участвовал  | Не участвовал  | Не участвовал  | Не участвовал  | Не участвовал  | Не участвовал  |
| Наведите курсор мыши на аббревиатуры в заголовке таблицы, чтобы прочесть их расшифровку. |         |                  |                  |                  |                  |                  |                  |                  |                  |                  |                  |                  |                |                |                |                |                |                |                |                |                |                |                |

### Статистика в NCAA
| Сезон | Команда   | Conf   | Class | GP | GS | MPG  | FG%  | 3P%  | FT%  | RPG | APG | SPG | BPG | PPG  |
| --- | --------- | ------ | ----- | -- | -- | ---- | ---- | ---- | ---- | --- | --- | --- | --- | ---- |
| 2019/20 | Вашингтон | Pac-12 | FR    | 32 | 32 | 32,2 | 57,0 | 25,0 | 77,4 | 8,8 | 0,8 | 0,5 | 2,1 | 17,0 |
| Всего | Всего     | Всего  | Всего | 32 | 32 | 32,2 | 57,0 | 25,0 | 77,4 | 8,8 | 0,8 | 0,5 | 2,1 | 17,0 |
| Наведите курсор мыши на аббревиатуры в заголовке таблицы, чтобы прочесть их расшифровку Статистика приведена с сайта sports-reference.com |           |        |       |    |    |      |      |      |      |     |     |     |     |      |